# Bring Your Daughter... to the Slaughter
Singles par Iron Maiden
Holy Smoke
(1990) Be Quick or Be Dead
(1992)
Bring Your Daughter... to the Slaughter est une chanson du groupe de heavy metal britannique Iron Maiden. Le titre a été écrit et composé par le chanteur Bruce Dickinson et figure sur le 8e album studio d'Iron Maiden No Prayer for the Dying.
La chanson a été à l'origine enregistrée et publiée par Bruce Dickinson sur la bande son du film L'Enfant du cauchemar. La version originale de la chanson a aussi été publiée en 2001 sur le second disque de la compilation The Best of Bruce Dickinson. Il s'agit du premier single d'Iron Maiden à avoir atteint la première position dans les charts britanniques. Le single a reçu en 1990 le prix de la plus mauvaise chanson,.
Le vidéo clip contient des extraits du film La Cité des morts (''The City of the Dead/Horror Hotel, John Llewellyn Moxey, 1960).

## Composition du groupe
- Bruce Dickinson — chants
- Steve Harris — basse
- Dave Murray — guitare
- Janick Gers — guitare
- Nicko McBrain — batterie

## Liste des titres
| A1. | Bring Your Daughter... to the Slaughter | Bruce Dickinson                          | 4:44 |
| B1. | I'm a Mover                             | Andy Fraser, Paul Rodgers                | 3:29 |
| B2. | Communication Breakdown                 | Jimmy Page, John Bonham, John Paul Jones | 2:40 |

## Charts
| Pays             | Chart              | Meilleure position | Réf   |
| ---------------- | ------------------ | ------------------ | ----- |
| Royaume-Uni      | UK Singles Chart   | 1                  | [ 1 ] |
| Suisse           | Swiss Music Charts | 19                 | [ 5 ] |
| Pays-Bas         | MegaCharts         | 17                 | [ 6 ] |
| Nouvelle-Zélande | Rianz              | 47                 | [ 7 ] |